# Eschollbrücken
Eschollbrücken is een plaats in de Duitse gemeente Pfungstadt, deelstaat Hessen, en telt 3031 inwoners (2007).